# Johann Ernst von Thun und Hohenstein

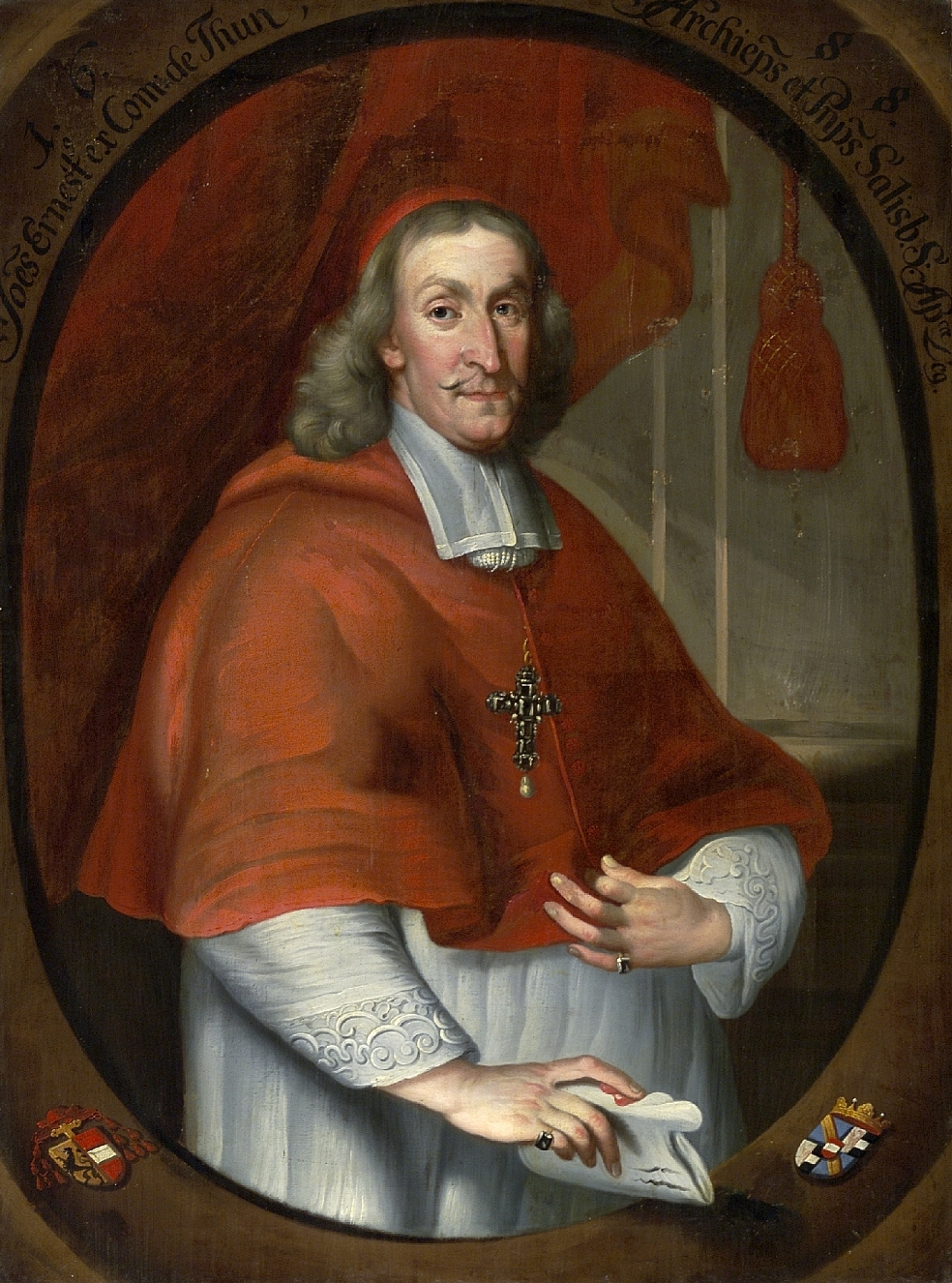
Johann Ernst Graf von Thun und Hohenstein

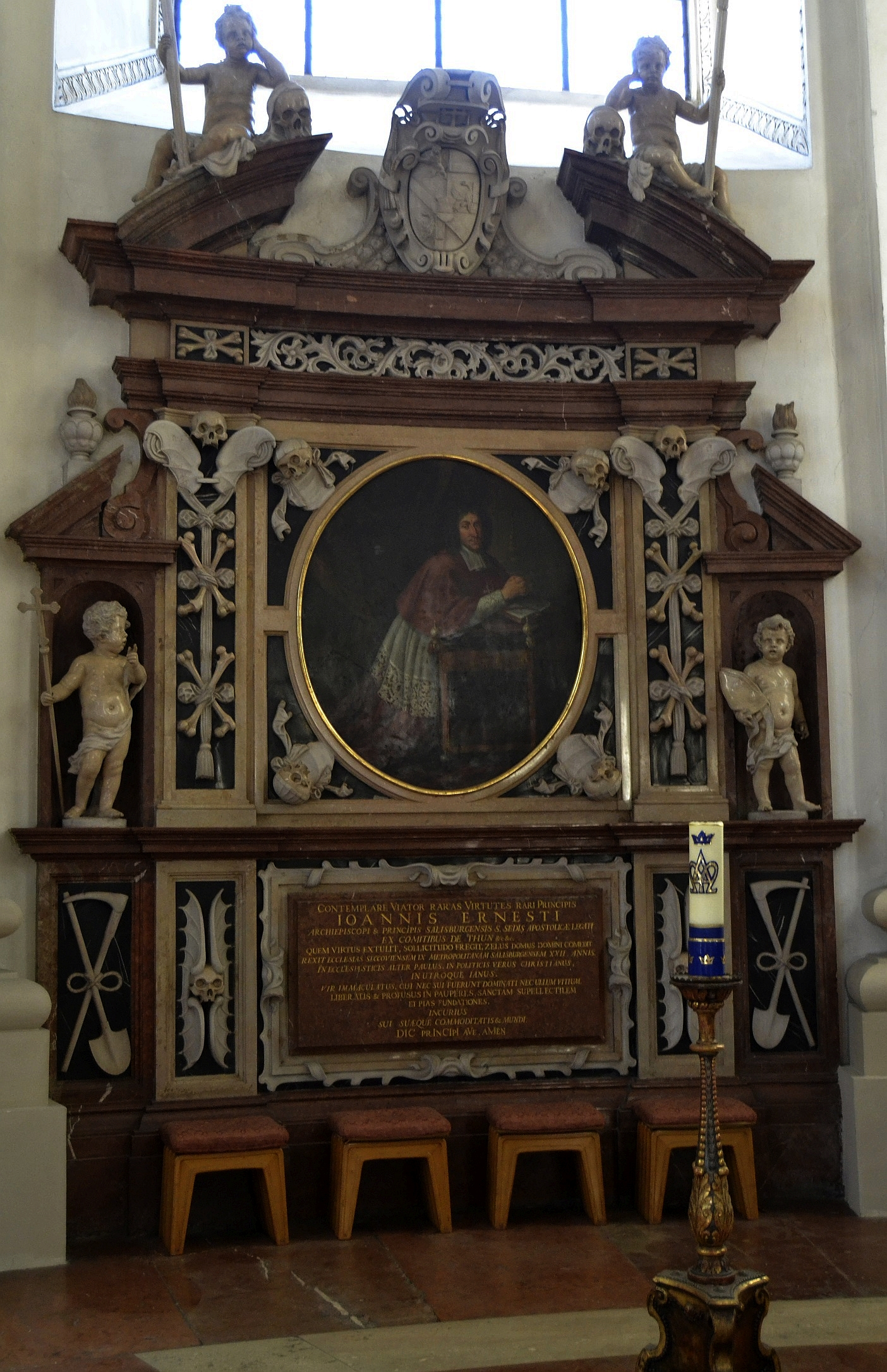
Denkmal für Johann Ernst von Thun und Hohenstein im Salzburger Dom

Johann Ernst Graf von Thun und Hohenstein, genannt der Stifter (* 3. Juli 1643 in Prag; † 20. April 1709 in Salzburg) war 1679–1687 Bischof von Seckau und 1687–1709 Fürsterzbischof von Salzburg.

## Leben
Johann Ernst von Thun und Hohenstein empfing 1677 die Priesterweihe und wurde am 29. Dezember 1679 zum Bischof von Seckau gewählt. Die Bischofsweihe spendete ihm im darauffolgenden Jahr der Salzburger Erzbischof Max Gandolf von Kuenburg. Mit seiner Wahl am 30. Juni 1687 wurde er zum 58. Erzbischof und zugleich 63. geistlichen Regenten von Salzburg. In Seckau folgte ihm sein Bruder Rudolf Josef Graf von Thun und Hohenstein.
Johann Ernst baute Salzburg zu einer prachtvollen Barockstadt aus. Von Johann Bernhard Fischer von Erlach ließ er die Kollegien-, die Ursulinen- und die Dreifaltigkeitskirche mit dem Priesterhaus sowie Schloss Klessheim bauen. Neben zahlreichen kleineren Bauten kaufte er das Salzburger Glockenspiel und ließ die Große Domorgel errichten. Außerdem legte er den Grundstein für den Bau des heutigen Landeskrankenhauses. Auch die bekannte Schneckenstiege im Dom, die Neue Türnitz, eine einstige Kaserne bei Schloss Mirabell, der Marienbrunnen am heutigen Anton-Neumayr-Platz, die Statuen der Apostel Petrus und Paulus vor dem Domportal und die heutige Gestalt des Karabinierisaales der Residenz stammen von diesem Erzbischof. Bei Lofer ließ er die Wallfahrtskirche Maria Kirchental errichten. Johann Ernst Thun stiftete zudem 70.000 Gulden dem Virgilianischen Collegium, 12.000 Gulden für das Siebenstädter Collegium und 100.000 Gulden für die Schule der Ursulinen sowie für den St.-Ruperti-Ritterorden.
Während jahrelanger Kompetenzstreitigkeiten mit dem Domkapitel, letztlich entschieden durch Papst Innozenz XII., behauptete er sich gegenüber den Domherren und festigte seinen Einfluss. Um diesen Einfluss auch in Zukunft zu sichern, setzte er gegen den Willen des Domkapitels am 19. Oktober 1705 Franz Anton von Harrach als Koadjutor ein, der nach seinem Tod dann auch sein Nachfolger wurde. Meinungsverschiedenheiten gab es auch mit dem Bischof von Chiemsee und dem Bistum Passau, die Johann Ernst, ebenfalls erst nach langen Turbulenzen, sämtlich für sich entscheiden konnte. In seinen Ländern wurde der geheime Protestantismus mit Härte verfolgt.
Einen menschlicheren Eindruck hinterließ Erzbischof Johann Ernst im Umgang mit den Anführern des bayerischen Volksaufstandes. Er setzte sich bei Kaiser Joseph I. für Bürgermeister Franz Dürnhardt und den Kupferschmied Andreas Thanner von Braunau am Inn mit Erfolg ein. Johann Georg Meindl hat er sogar in seine Leibgarde aufgenommen. Andererseits hatte er eine Antipathie gegen Menschen aus romanischen Ländern, „Welsche“ genannt. In einer Verordnung aus dem Jahre 1690 wurden Savoyer und Welsche ausdrücklich vom Bürgerrecht ausgenommen. Das war auch der Grund für die Entlassung Zuccallis, der die Fertigstellung der Kajetanerkirche abbrechen, und jahrelang mit Johann Ernst prozessieren musste.

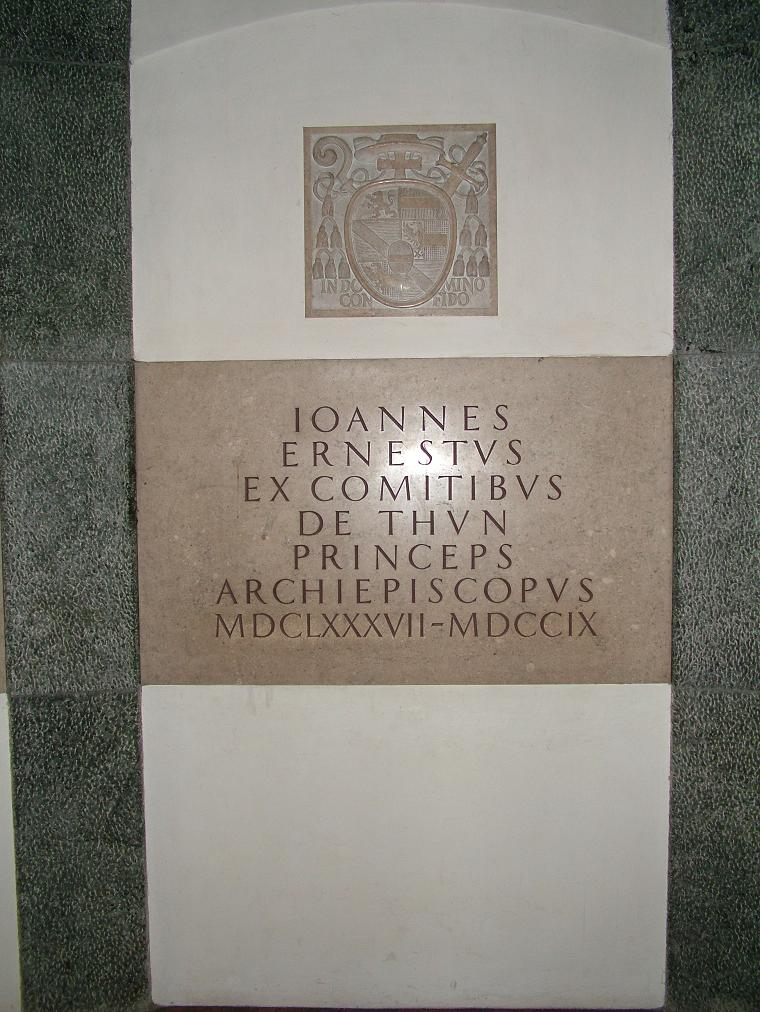
Grabstätte von Erzbischof Thun

Erzbischof Thun wurde in der Krypta des Salzburger Doms beigesetzt.